# União do Parque Acari
Grêmio Recreativo Escola de Samba União do Parque Acari (ou simplesmente Parque Acari) é uma escola de samba da cidade do Rio de Janeiro, sediada no bairro de Acari.

## História
Foi criada da fusão das escolas de samba Corações Unidos do Amarelinho e Favo de Acari, que anteriormente deram origem a outra escola de samba, a Corações Unidos do Favo de Acari. 
Em 2023, no quinto carnaval de sua história, conquistou o inédito acesso à Série Ouro e o direito de desfilar na Marquês de Sapucaí pela primeira vez, ao se classificar em 3° Lugar na Série Prata, conquistando a segunda melhor pontuação no desfile de Sexta-Feira, com o enredo "Uma doce ilusão no mundo da imaginação".
Para o carnaval de 2024, ano que marca sua estreia na Sapucaí abrindo os desfiles da Série Ouro, o Parque Acari mantem a maioria de sua equipe e anuncia como enredo "Ilê Aiyê, 50 Anos de Luta e Resistência", que homenageia a história do Ilê Aiyê, primeiro bloco afro do Brasil. A escola mantém a intérprete Tainara Martins, mas dispensa Rodrigo Tinoco, que é substituído por Leozinho Nunes, contratado após deixar a São Clemente. Consegue se manter na Série Ouro, conquistando o décimo terceiro lugar. Após o desfile, a escola dispensa André Tabuquine após 3 anos.
No carnaval de 2025, a escola contrata o carnavalesco Guilherme Estevão, desligado da Mangueira, e apresenta um enredo sobre o violão. No julgamento oficial do carnaval, o Parque Acari conquistou a pontuação máxima apenas nos quesitos Alegorias e Adereços e Bateria. A escola se classificou em oitavo lugar.

## Carnavais
| União do Parque Acari | União do Parque Acari                           | União do Parque Acari                           | União do Parque Acari | União do Parque Acari                           | União do Parque Acari |
| Ano                   | Colocação                                       | Divisão                                         | Enredo | Carnavalesco                                    | Ref.                  |
| --------------------- | ----------------------------------------------- | ----------------------------------------------- | --- | ----------------------------------------------- | --------------------- |
| 2019                  | Vice-campeã (Promovida)                         | Série C (quarta divisão)                        | "Um Conto de Amor no Coração da Mata Misteriosa..." | Nelson Costa e Eduardo Júnior                   | [ 2 ]                 |
| 2020                  | 9.º Lugar                                       | Especial da Intendente (terceira divisão)       | "No início a Criação, o Céu, a Terra e o Mar, com Isso a Junção Cada Um com Seu Par. Viva o Amor!!!" (Compositores do samba: Nego do Ninho, Fogueira, Amauri Inspiração e Sr. Miguel)                                                       | Comissão de Carnaval                            | [ 3 ] [ 4 ]           |
| 2021                  | Não houve desfile devido a pandemia de Covid-19 | Não houve desfile devido a pandemia de Covid-19 | Não houve desfile devido a pandemia de Covid-19 | Não houve desfile devido a pandemia de Covid-19 | [ 5 ]                 |
| 2022                  | 10.º Lugar                                      | Série Prata (segunda noite) (terceira divisão)  | "A Coroa Imperiana nos Braços da Nação Acariense" (Compositor do samba: Walace Oliveira) | André Tabuquine                                 | [ 6 ]                 |
| 2023                  | Vice-campeã (Promovida)                         | Série Prata (primeira noite) (terceira divisão) | "Uma Doce Ilusão no Mundo da Imaginação" (Compositores do samba: Ralfe Ribeiro, Renan Diniz, Marquinhos Beija-flor, João Vidal, Jotapê, Tem-Tem Jr., Gigi da Estiva, Evandro, Frank, Tainara, Camila e Rogério)                             | André Tabuquine                                 | [ 7 ]                 |
| 2024                  | 13.º Lugar                                      | Série Ouro (segunda divisão)                    | "Ilê Aiyê, 50 Anos de Luta e Resistência" (Compositores do samba: Jorginho Moreira, Alexandre Reis, Márcio de Deus, Professor Laranjo, Gigi da Estiva, Binho Araujo, Jr. Professor, Madalena, Odmar do Banjo, Raphael Krek e Telmo Augusto) | André Tabuquine                                 | [ 8 ]                 |
| 2025                  | 8.º Lugar                                       | Série Ouro (segunda divisão)                    | "Cordas de Prata: o Retrato Musical do Povo" (Compositores do samba: Moacyr Luz e Fred Camacho) | Guilherme Estevão                               | [ 9 ]                 |
| 2026                  |                                                 | Série Ouro (segunda divisão)                    | "Brasiliana" | Guilherme Estevão                               | [ 10 ]                |

## Segmentos

### Presidentes
| Presidentes             | Período       | Ref.   |
| ----------------------- | ------------- | ------ |
| Antônio Carlos Fogueira | 2018-2021     | [ 11 ] |
| Carlos Eduardo (Dudu)   | 2021-presente | [ 12 ] |

### Intérpretes
| Intérpretes                      | Carnavais     | Ref.   |
| -------------------------------- | ------------- | ------ |
| Sandro JR                        | 2019-2020     | [ 11 ] |
| Antônio Carlos Fogueira          | 2022          |        |
| Rodrigo Tinoco e Tainara Martins | 2023          |        |
| Leozinho Nunes e Tainara Martins | 2024-presente |        |

### Comissão de Frente
| Coreógrafos(as)  | Carnavais     | Ref.   |
| ---------------- | ------------- | ------ |
| Flávio Piter     | 2019          | [ 11 ] |
| Amanda Rocha     | 2022          |        |
| Adilson Loureiro | 2023          |        |
| Valcir Pelé      | 2024-2025     |        |
| Fábio Batista    | 2026-presente |        |

### Mestre-sala e Porta-bandeira

#### Primeiro casal
| Primeiro casal                  | Carnavais | Ref.   |
| ------------------------------- | --------- | ------ |
| Angelo Virtude e Lorena Souza   | 2019      | [ 11 ] |
| Rafael Gomes e Nani Ferreira    | 2020      | [ 4 ]  |
| Wallace Pessoa e Edna Ramos     | 2022      |        |
| Pablo Chocolate e Layne Ribeiro | 2023      |        |
| Vinícius Jesus e Layne Ribeiro  | 2024      |        |
| Renan Oliveira e Laís Lúcia     | 2025-     |        |

### Bateria

#### Mestres
| Mestres de Bateria               | Carnavais     | Ref.   |
| -------------------------------- | ------------- | ------ |
| Ronaldo Izidoro e Alex Cebolinha | 2019          | [ 11 ] |
| Ronaldo Izidoro                  | 2020          | [ 4 ]  |
| Marquinhos Swing                 | 2022          |        |
| Erik Castro e Daniel Silva       | 2023-presente |        |

### Corte de Bateria
| Rainha de Bateria | Carnavais     | Ref.   |
| Rei de Bateria    | Carnavais     | Ref.   |
| ----------------- | ------------- | ------ |
| Lelê Lima         | 2019          | [ 11 ] |
| Diego Portelinha  | 2019          | [ 11 ] |
| Lelê Lima         | 2020-2023     | [ 4 ]  |
| Rose Nascimento   | 2024          |        |
| Jessica Macedo    | 2025          |        |
| Luciana Picorelli | 2026-presente | [ 13 ] |

### Direção de Carnaval
| Diretores de Carnaval     | Carnavais      | Ref.  |
| ------------------------- | -------------- | ----- |
| Cida Lima                 | 2019-2022      | [ 4 ] |
| Cida Lima e Xandy Ribeiro | 2023-2024      |       |
| Cida Lima e Yago Werneck  | 2025 -presente |       |

### Direção de Harmonia
| Diretores de Harmonia               | Carnavais       | Ref.   |
| ----------------------------------- | --------------- | ------ |
| Cida Lima                           | 2019            | [ 11 ] |
| Filipe Nunes                        | 2020-2022       | [ 4 ]  |
| Hérico Marcelo e Nilson Jorge       | 2023-2024       |        |
| Jones Champoudry e Hallison Ricardo | 2025 - presente |        |